# Saint-Sulpice-les-Champs
Saint-Sulpice-les-Champs, auf Okzitanisch „Sent Soupise las Cham“, ist eine französische Gemeinde mit 343 Einwohnern (Stand 1. Januar 2022) im Département Creuse in der Region Nouvelle-Aquitaine. Sie gehört zum Arrondissement Aubusson und zum Kanton Aubusson.

## Lage
Das Gemeindegebiet im Zentralmassiv wird vom Fluss Gosne durchquert.
Die angrenzenden Gemeinden sind Le Donzeil im Nordwesten, Fransèches im Norden, Saint-Avit-le-Pauvre im Osten, Ars und Blessac im Südosten, Saint-Michel-de-Veisse und Banize im Süden, Chavanat im Südwesten und Saint-Georges-la-Pouge im Westen.

## Bevölkerungsentwicklung
| Jahr      | 1962 | 1968 | 1975 | 1982 | 1990 | 1999 | 2005 | 2010 | 2019 |
| --------- | ---- | ---- | ---- | ---- | ---- | ---- | ---- | ---- | ---- |
| Einwohner | 477  | 469  | 446  | 406  | 395  | 366  | 376  | 386  | 350  |

## Sehenswürdigkeiten
- Museum über Eugène Jamot an der Route de Banize
- Villa im normannischen Stil, erbaut 1918–20 im Ortsteil Châtelus

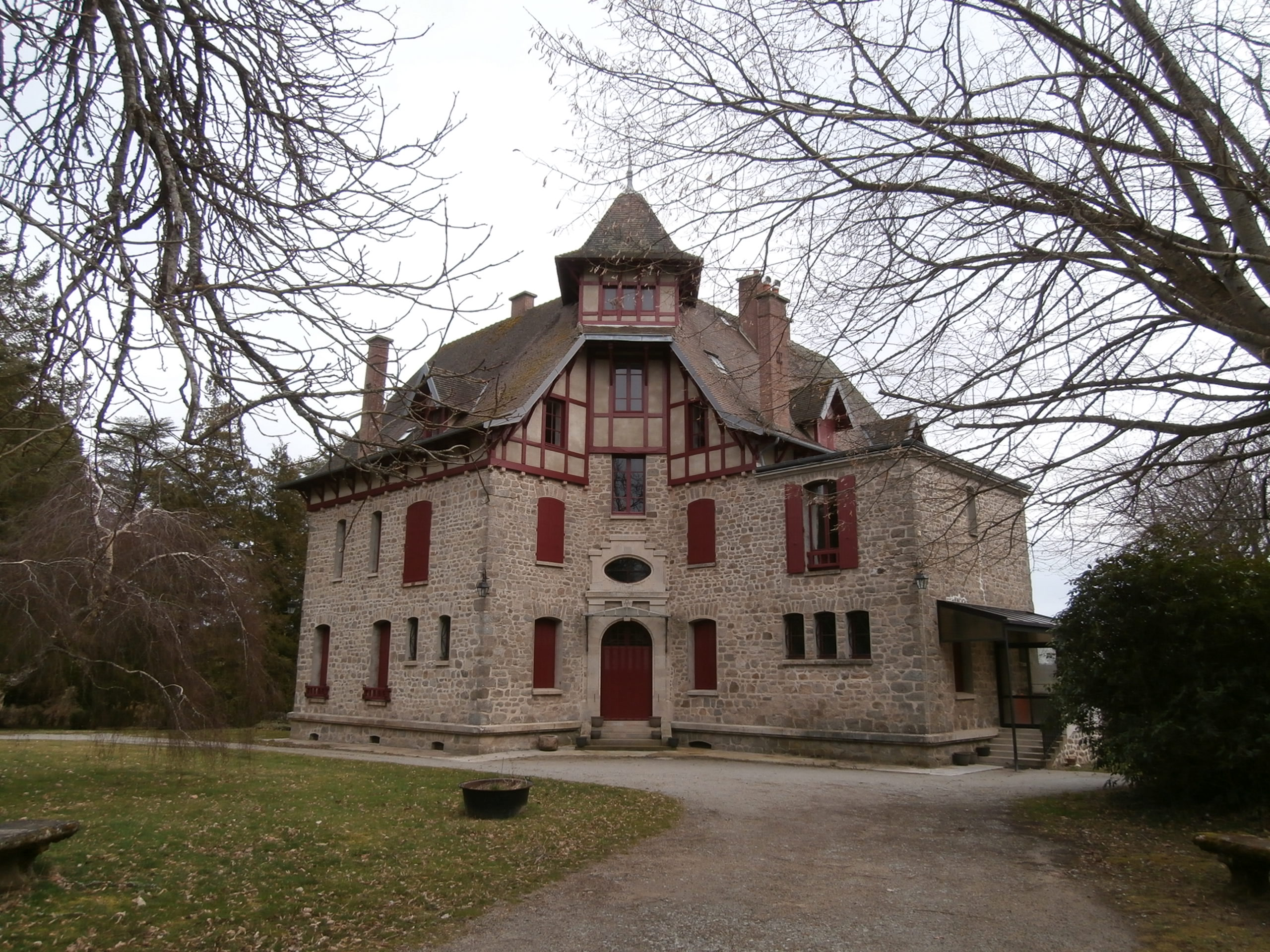
Normannische Villa